# 格勒本湖

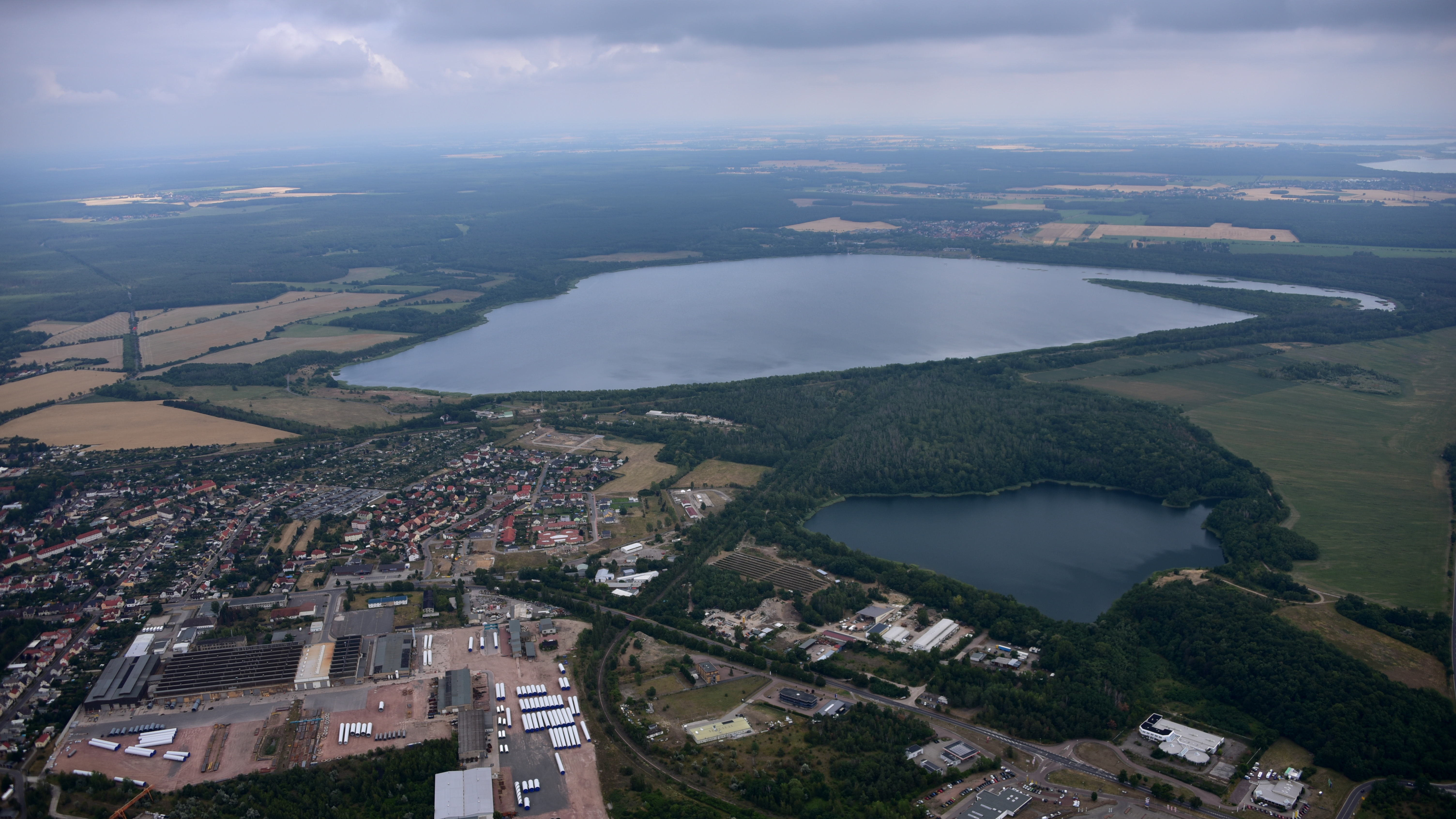

51°42′12″N 12°26′56″E / 51.70333°N 12.44889°E
格勒本湖（德語：Gröberner See），是德國的湖泊，位於該國東北部，由薩克森-安哈爾特州負責管轄，處於維滕貝格縣，面積3.7平方公里，海拔高度88米，平均水深18米，最大水深53米，湖岸線長度10公里，水體容量6,700萬立方米。